# Perosa Argentina
Perosa Argentina (Perosa [pe'rʊza] en piamontés, Peirosa [pei'rʊzɔ] en occitano) es una localidad italiana de la provincia de Turín, región de Piamonte, con 3.490 habitantes.
Está situado en el Valle Chisone, uno de los Valles Occitanos. Limita con los municipios de Coazze, Giaveno, Inverso Pinasca, Perrero, Pinasca, Pomaretto y Roure.

## Origen del nombre
El término «Perosa» procede de la palabra peira, que significa «piedra» en occitano, en referencia a un camino empedrado. En cambio, el siguiente término «Argentina» nos habla de la antigua mina de plata situada en las laderas del monte Bocciarda: también encontramos esta información mirando el escudo de la ciudad, donde efectivamente se ven tres piedras de plata sobre un empapelado negro con la cita Dant fructus lapides, que significa «las piedras dan frutos». Esta segunda parte del nombre se añadió el 11 de abril de 1862, un año después del nacimiento del Reino de Italia. 

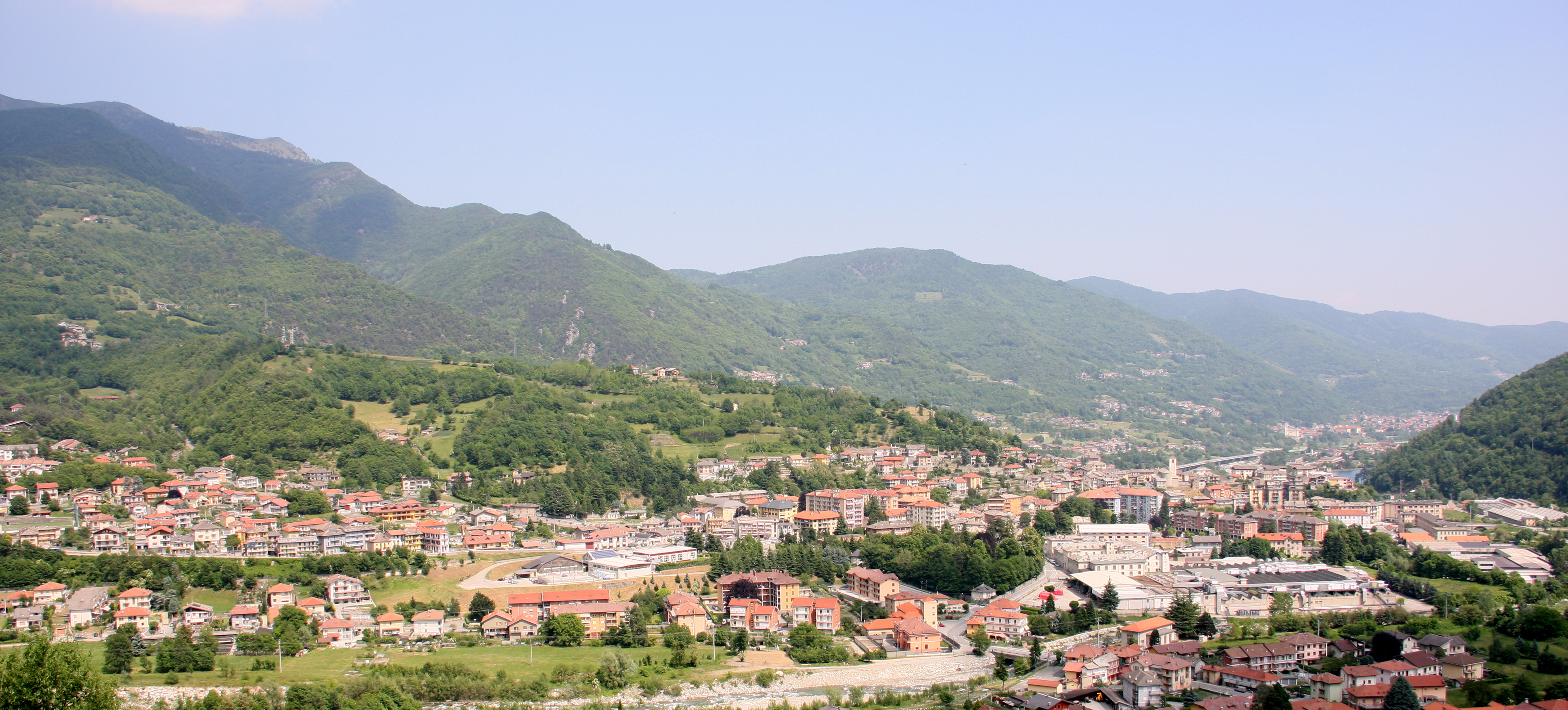
Vista panorámica de Perosa Argentina.

## Evolución demográfica
| Gráfica de evolución demográfica de Perosa Argentina entre 1861 y 2001 |
|                                                                        |
| Fuente ISTAT - elaboración gráfica de Wikipedia                        |

## Administración
| Período | Nombre            | Partido      |
| ------- | ----------------- | ------------ |
| 2004-   | Giovanni Laurenti | Lista cívica |